# Крутец (приток Свияги)
Крутец — овраг и водоток в России, протекает по Ульяновской области. Левый приток Свияги.

## География
Берёт начало около села Богородская Репьевка. Течёт на восток мимо посёлка Цильна и впадает в Свиягу у села Телешовка. Устье находится в 188 км от устья Свияги. Длина составляет 15 км, площадь водосборного бассейна — 34,4 км².

## Данные водного реестра
По данным государственного водного реестра России относится к Верхневолжскому бассейновому округу, водохозяйственный участок реки — Свияга от истока до села Альшеево, речной подбассейн реки — Волга от впадения Оки до Куйбышевского водохранилища (без бассейна Суры). Речной бассейн реки — (Верхняя) Волга до Куйбышевского водохранилища (без бассейна Оки).
Код объекта в государственном водном реестре — 08010400512112100002332.